# Hệ thống địa chỉ của Nhật Bản
Hệ thống địa chỉ của Nhật Bản được sử dụng để xác định một địa điểm cụ thể tại Nhật Bản. Khi được viết bằng các ký tự tiếng Nhật, các địa chỉ bắt đầu bằng thực thể địa lý lớn nhất và tiến tới một thực thể cụ thể nhất. Khi được viết bằng các ký tự Latinh, các địa chỉ tuân theo quy ước được sử dụng bởi hầu hết các địa chỉ ở phương Tây và bắt đầu bằng thực thể địa lý nhỏ nhất (thường là số nhà) và tiến tới số lớn nhất. Hệ thống của Nhật Bản rất phức tạp và đặc thù do sự tăng trưởng tự nhiên của các khu vực đô thị, trái ngược với các hệ thống được sử dụng trong các thành phố được đặt dưới dạng lưới và chia thành các góc phần tư hoặc quận.

## Cấu trúc địa chỉ

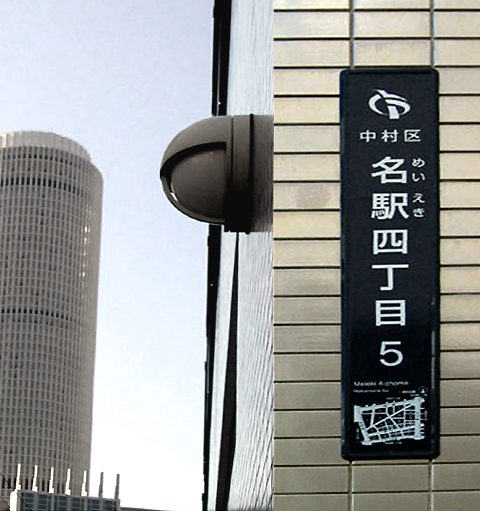
Một tấm biển chỉ khối thị trấn (街区表示板, gaiku-hyōjiban) hiển thị địa chỉ Nakamura-ku, Meieki 4-chōme, 5-banchi (ở Nagoya).

Địa chỉ của Nhật Bản bắt đầu với phân vùng lớn nhất của đất nước, tỉnh. Hầu hết trong số này được gọi là ken (県), nhưng cũng có ba tên gọi đặc biệt khác của tỉnh: to (都) dùng cho Tokyo, dō (道) dùng cho Hokkaidō và fu (府) dùng cho hai tỉnh đô thị Osaka và Kyoto.
Sau tỉnh là hạt. Đối với một hạt lớn, đây là thành phố (shi, 市). Các thành phố có dân số đủ lớn, được gọi là thành phố cấp quốc gia, có thể được chia nhỏ thành các quận (ku, 区). (Ở tỉnh Tokyo, quận đặc biệt hay tokubetsu-ku, 特別区, cũng được sử dụng cho các hạt trong thành phố cũ của Tokyo.) Đối với các đô thị nhỏ hơn, địa chỉ bao gồm huyện (gun, 郡), tiếp theo là thị trấn (chō hay machi, 町) hoặc làng (mura hoặc son, 村). Ở Nhật Bản, một thành phố tách biệt với các huyện, nơi có thị trấn và làng mạc.
Để lập địa chỉ, các hạt có thể được chia thành chō hoặc machi (町, có thể được phát âm theo một trong hai cách tùy thuộc vào trường hợp cụ thể) và/hoặc aza (字). Mặc dù sử dụng cùng ký tự với thị trấn, nhưng ở đây hoàn toàn là một đơn vị địa chỉ chứ không phải đơn vị hành chính; tương tự, cũng có các bộ phận địa chỉ ku không phải là quận đơn vị hành chính. Có hai hệ thống phổ biến:
1. Hạt được chia đầu tiên thành machi và sau đó thành các huyện trong thành phố (丁目 chōme). Ví dụ: 台東区[浅草四丁目] (Taito-ku, [Asakusa, 4-chōme])
2. Hạt được chia thành ōaza (大字), ōaza có thể được chia thành aza (字), aza có thể lần lượt được chia thành koaza (小字). Ví dụ: 青森市[大字滝沢字住吉] (Aomori-shi, [ōaza Takizawa, aza Sumiyoshi])

Tuy nhiên, các trường hợp ngoại lệ rất nhiều và ranh giới giữa các hệ thống thường không rõ ràng vì không có phân định rõ ràng với machi, aza, v.v. Ngoài ra còn có một số thành phố như Ryūgasaki, Ibaraki không sử dụng bất kỳ phân cấp nào.
Dưới cấp này, có hai kiểu địa chỉ:
1. Theo kiểu jūkyo hyōji (住居表示) mới hơn, được ban hành thành luật theo Đạo luật năm 1962 về Chỉ định Địa chỉ Dân cư (住居表示に関する法律)[2] và được sử dụng bởi đa số quốc gia, cấp độ tiếp theo là khối thành phố (街区 gaiku), luôn được theo sau bởi số tòa nhà (番号 bangō). Tòa nhà 10 trong khối 5 sẽ được viết chính thức là 5番10号 (5-ban 10-gō). Đối với các tòa nhà chung cư, số căn hộ (部屋番号 heya bangō) có thể được thêm vào tòa nhà bằng dấu gạch nối, vì vậy căn hộ 103 trong tòa nhà nói trên sẽ là 5番10-103号.
2. Theo kiểu chiban cũ hơn (地番), vẫn được sử dụng ở một số khu vực nông thôn và thành phố cũ, cấp độ tiếp theo là số lô (番地 banchi), theo sau là phần mở rộng số (chính thức là 支号 shigō, thường dùng hơn 枝版 edaban). Số lô chỉ định một thửa đất được đăng ký trong sổ đăng ký đất đai, và phần mở rộng số lô được chỉ định khi một mảnh đất được chia thành hai hoặc nhiều mảnh ở sở địa chính. Điều này có thể được viết dưới dạng bất kỳ 3番地5 (3-banchi 5), 3番地の5 (3-banchi-no 5) hay 3番5 (3-ban 5). Đất không được chỉ định bởi cơ quan đăng ký được gọi là mubanchi (無番地), với bất kỳ nhà ở nào có bangaichi (番外地).

Trong cả hai kiểu, vì tất cả các thành phần địa chỉ từ chōme trở xuống đều là số, nên thông thường, việc tạo chúng thành một chuỗi được phân tách bằng dấu gạch nối hoặc hậu tố sở hữu の (no) như Asakusa 4-5-10 hoặc Asakusa 4の5の10. Điều này làm cho hai phong cách không thể phân biệt được, nhưng vì mỗi đô thị áp dụng kiểu này hay kiểu kia, nên không có rủi ro mơ hồ. Số căn hộ cũng có thể được thêm vào, dẫn đến 4-5-10-103.

Một biển hiệu hiển thị địa chỉ thị trấn Kamimeguro 2 chōme; khối (gaiku) 21, tòa nhà (bangō) 9 xác định địa chỉ cư trú. Mảng trên là biển tên quận (名, chōmei ban) và ở dưới, biển số dân cư (番号, jūkyo bangō ban).

Tên đường phố hiếm khi được sử dụng trong các địa chỉ bưu chính (ngoại trừ ở Kyoto và một số thành phố ở Hokkaidō như Sapporo) và hầu hết các đường phố Nhật Bản không có tên.
Các khối Banchi thường có hình dạng bất thường, vì số banchi được chỉ định theo thứ tự đăng ký trong hệ thống cũ, có nghĩa là đặc biệt là ở các khu vực cũ của thành phố, chúng sẽ không chạy theo thứ tự tuyến tính. Vì lý do này mà khi chỉ đường đến một địa điểm, hầu hết mọi người sẽ cung cấp các đường giao nhau, các địa danh trực quan và ga tàu điện ngầm, chẳng hạn như "tại Chūō-dori và Matsuya-dori băng qua đường từ ga Matsuya và Ginza" cho một cửa hàng ở Tokyo. Trên thực tế, nhiều doanh nghiệp có bản đồ trên tài liệu và danh thiếp của họ. Ngoài ra, các dấu hiệu được gắn vào các cột điện thường chỉ định tên quận và số khối, và bản đồ khối chi tiết của khu vực này đôi khi được dán gần các điểm dừng xe buýt và lối ra ga.
Ngoài địa chỉ, tất cả các địa điểm ở Nhật Bản đều có mã bưu chính. Sau cải cách năm 1998, số này bắt đầu bằng số có ba chữ số, dấu gạch nối và số có bốn chữ số, ví dụ 123-4567. Một dấu bưu điện, 〒, có thể đứng trước mã để chỉ ra rằng số sau đây là mã bưu chính.

## Thứ tự địa chỉ
Trong tiếng Nhật, địa chỉ được viết theo thứ tự từ đơn vị lớn nhất đến nhỏ nhất, với tên cuối cùng của người nhận. Ví dụ: địa chỉ của Bưu điện trung tâm Tokyo là
〒100-8994
 東京都中央区八重洲一丁目5番3号
 東京中央郵便局
〒100-8994
 Tōkyō-to Chūō-ku Yaesu 1-Chōme 5-ban 3-gō
 Tōkyō Chūō Yūbin-kyoku
hoặc
〒100-8994
 東京都中央区八重洲1-5-3
 東京中央郵便局
〒100-8994
 Tōkyō-to Chūō-ku Yaesu 1-5-3
 Tōkyō Chūō Yūbin-kyoku
Trật tự được đảo ngược khi viết bằng chữ cái La Mã, để phù hợp hơn với các công ước phương Tây. Định dạng được đề xuất bởi Japan Post là:
Tokyo Central Post Office
 5-3, Yaesu 1-Chome
 Chuo-ku, Tokyo 100-8994
Trong địa chỉ này, Tokyo là vùng; Chuo-ku là một trong những khu đặc biệt; Yaesu 1-Chome là tên của quận thành phố; và 5-3 là khối thành phố và số tòa nhà. Trong thực tế thông thường, chōme có tiền tố, như trong tiếng Nhật, dẫn đến việc có phần ngắn hơn
Tokyo Central Post Office
1-5-3 Yaesu, Chuo-ku
Tokyo 100-8994.
Lưu ý trong khi hầu hết tất cả các yếu tố của địa chỉ được đảo ngược theo Rōmaji, các chuỗi số được kết nối được coi là đơn vị và không bị đảo ngược. Thứ nhất, "khối thành phố và số tòa nhà" là một đơn vị và các chữ số của nó không bị đảo ngược - trong ví dụ này là "5-3" trong cả tiếng Nhật và tiếng La Mã, mặc dù tiếng Nhật (nghĩa đen là Yaesu 1-Chōme 5-3) được đảo ngược một phần thành "5-3, Yaesu 1-Chōme" trong tiếng La Mã nếu chōme tách biệt. Tương tự, nếu có chōme, chúng cũng tạo thành một đơn vị, vì vậy trong ví dụ này, chuỗi là 1-5-3 trong cả tiếng Nhật và Rōmaji.

## Trường hợp đặc biệt
Như đã đề cập ở trên, có một số khu vực nhất định của Nhật Bản sử dụng hệ thống địa chỉ hơi bất thường. Đôi khi, một hệ thống khác đã được tích hợp vào hệ thống chính thức, như ở Sapporo. Trong khi ở Kyoto, hệ thống này hoàn toàn khác với hệ thống chính thức nhưng được sử dụng cùng với hệ thống chính thức. Kyoto và Sapporo có địa chỉ dựa trên các đường phố của họ được đặt trong quy hoạch lưới, không giống như hầu hết các thành phố của Nhật Bản.

### Kyoto

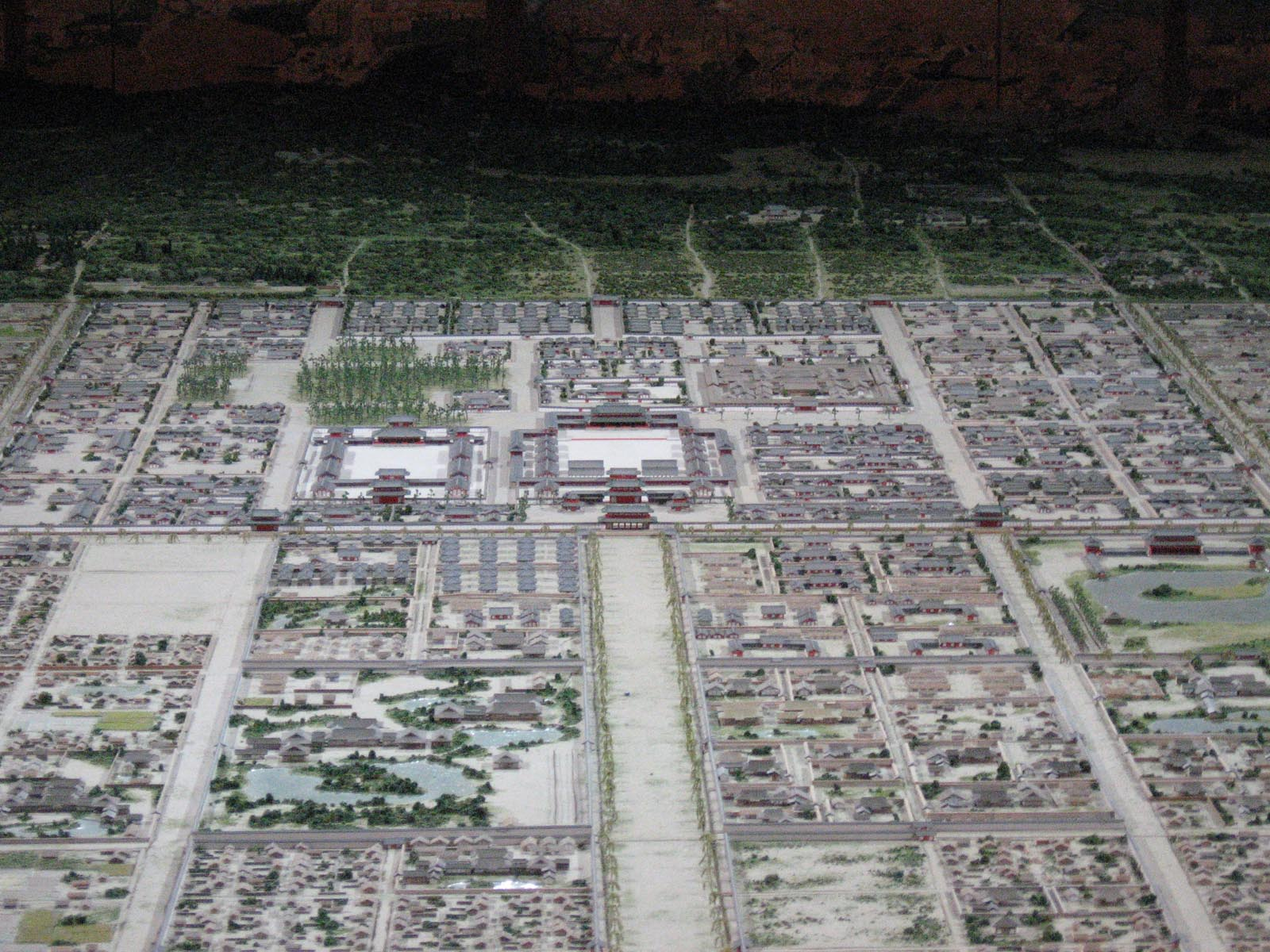
Kyoto được đặt trên một lưới vào năm 794 (Heian-kyō) và các địa chỉ dựa theo lưới được sử dụng.

Mặc dù hệ thống địa chỉ quốc gia chính thức được sử dụng ở Kyoto - theo phong cách Chiban, vớiquận (区 ku), khu phố (丁目 chōme) và số đất (番地 banchi), các phân chia chō rất nhỏ và rất nhiều, thường có nhiều hơn một chō có cùng tên trong một quận, khiến hệ thống trở nên vô cùng khó hiểu. Do đó, hầu hết người dân ở Kyoto sử dụng một hệ thống không chính thức dựa vào tên đường phố, một dạng địa lý địa phương. Hệ thống này được công nhận bởi bưu điện và các cơ quan chính phủ.
Để thêm độ chính xác, địa chỉ dựa trên đường phố có thể được cung cấp, theo sau là số chō và số đất. Đôi khi nhiều ngôi nhà chia sẻ một số đất nhất định, trong trường hợp đó tên (chỉ là họ hoặc tên đầy đủ của cư dân) cũng phải được chỉ định; tên này thường được hiển thị ở phía trước của ngôi nhà trên một hyōsatsu (表札, bảng tên) thường được trang trí như số nhà ở các quốc gia khác.
Hệ thống hoạt động bằng cách đặt tên giao điểm của hai đường phố và sau đó cho biết địa chỉ là bắc (上ル agaru, "thượng"), Nam (下ル sagaru, "hạ"), Đông (東入ル higashi-iru, "Đông nhập"), or Tây (西入ル nishi-iru, "Tây nhập") của giao lộ. Chính xác hơn, hai đường của giao lộ không được đối xứng: một tên đường phố có địa chỉ, sau đó chỉ ra một ngã tư gần đó, và sau đó chỉ định địa chỉ liên quan đến đường giao nhau. Điều này có nghĩa là một tòa nhà có thể có nhiều hơn một địa chỉ tùy thuộc vào giao lộ đường nào được chọn.
Chẳng hạn, địa chỉ của Tháp Kyoto được liệt kê trên trang web của họ là:
〒600-8216
京都市下京区烏丸通七条下ル 東塩小路町 721-1
Theo mã bưu điện, bao gồm thành phố và quận, theo sau là địa chỉ không chính thức, một khoảng trắng và sau đó là địa chỉ chính thức:
京都市下京区 Kyōto-shi, Shimogyō-ku
烏丸七条下ル Karasuma-Shichijō-sagaru
東塩小路町 721-1 Higashi-Shiokōji 721-1
Địa chỉ này có nghĩa là "phía nam ngã tư đường Karasuma và Shichijō" - chính xác hơn là "trên Karasuma, bên dưới (phía nam) Shichijō" (Karasuma chạy theo hướng bắc-nam, trong khi Shichijō là một ngã tư đông-tây). Địa chỉ đường phố có thể được đưa ra thay thế là 烏丸通七条下ル (với đường (通 dōri)) được chèn), cho biết rõ rằng địa chỉ nằm trên đường Karasuma.
Tuy nhiên, hệ thống rất linh hoạt và cho phép nhiều lựa chọn thay thế, như:
京都府京都市下京区烏丸塩小路上ル
Kyōto-fu, Kyōto-shi, Shimogyō-ku, Karasuma-Shiokōji-agaru
"(Trên) Karasuma (đường phố), phía trên (phía bắc) Shiokōji (đường)"
Đối với các tòa nhà ít được biết đến, địa chỉ chính thức thường được cung cấp sau địa chỉ không chính thức, như trong địa chỉ của nhà hàng Shinatora Ramen:
京都府京都市下京区烏丸通五条下ル大坂町384
Kyōto-fu, Kyōto-shi, Shimogyō-ku, Karasuma-dōri-Gojō-sagaru, Ōsakachō 384
"Ōsakachō 384, (trên) đường Karasuma, dưới (phía bắc của) Gojō"
Vì phần đầu của địa chỉ là quen thuộc, nên nó thường được viết tắt - ví dụ: Kyōto-fu, Kyōto-shi (京都府京都市 Kyōto-fu, Kyōto-shi, "Tỉnh Kyoto, thành phố Kyoto") có thể được viết tắt thành Kyōto-shi (京都市 Kyōto-shi, "TP Kyoto"), như trong địa chỉ Tháp Kyoto. Thông tin chính xác hơn, đặc biệt là các địa chỉ dùng để nhận thư trong thành phố, thành phố và quận có thể được viết tắt thành ký tự ban đầu, với một dấu chấm hoặc dấu phẩy để chỉ chữ viết tắt - chỉ có 11 quận của Kyoto, vì vậy điều này dễ hiểu. Ví dụ: 京都市 Kyōto-shi được viết tắt là 京、 Kyō– và 下京区 Shimogyō-ku được viết tắt là 下、Shimo– cảm. Kết hợp những điều này (và bỏ okurigana), người ta có thể viết tắt địa chỉ của Tháp Kyoto thành:
〒600-8216
京、下、烏丸七条下
Karasuma-Shichijō-sagaru, Shimo–, Kyō–, 600-8216

### Sapporo
Hệ thống Sapporo mặc dù chính thức nhưng khác về cấu trúc so với các địa chỉ thông thường của Nhật Bản. Trung tâm thành phố được chia thành các góc phần tư bởi hai con đường giao nhau, Kita-Ichijo và Soseigawa Dori; các khối sau đó được đặt tên dựa trên khoảng cách của chúng từ điểm này và xa trung tâm thành phố, mỗi khối được chia thành nhiều khối nhỏ. Khoảng cách đông-tây được biểu thị bằng  chōme  (cách sử dụng hơi không chính thống của  chōme ), trong khi khoảng cách bắc-nam được biểu thị bằng  jō , được kết hợp vào tên  chō .
Địa chỉ của Tháp Sapporo JR là:
札幌市中央区北5条西2丁目5番地
Sapporo-shi, Chūō-ku, kita-5-jō-nishi 2-chōme 5-banchi
Địa chỉ này cho biết đây là tòa nhà thứ năm trên một khối nằm ở phía bắc trung tâm và 2 chōme phía tây của trung tâm, được đặt tên với tên hướng thực tế của kita (phía bắc), minami (phía nam), nishi (phía tây) và higashi (phía đông). Tên định hướng của jō kéo dài khoảng 7 km về phía bắc / nam dọc theo Soseigawa Dori chính, nhưng chỉ nhiều nhất khoảng 3 km về phía đông và phía tây; bên ngoài khu vực đó, jō có các tên khác, mặc dù điểm bắt đầu của mỗi cái vẫn là góc theo hướng của trung tâm thành phố, thường sử dụng các địa danh như Đường chính Hakodate hoặc các con đường lớn để đánh dấu số mới.
Ví dụ, xa ở vùng ngoại ô là Bệnh viện Sapporo Tachibana, tại:
〒006-0841　札幌市手稲区曙11条2丁目3番12号
Sapporo-shi, Teine-ku, Akebono-11-jō, 2-chōme-3-ban-12-gō
Tòa nhà 12 trên khối 3 của một chōme có kích thước 11 jō phía bắc và 2 chōme ở phía tây nơi Đường chính Hakodate gặp Phố Tarukawa. Hoặc văn phòng quận Toyohira, tại:
〒062-0934 札幌市豊平区平岸6条10丁目1-1
Sapporo, Toyohira-ku, Hiragishi-6-jō, 10-chōme-1-ban-1-gō
Tòa nhà 1 trên khối 1 của một chōme có kích thước 6 jō phía nam và 10 chōme ở phía đông nơi một con đường nhỏ gặp sông Toyohira. Hướng được hiểu dựa trên góc phần tư của thành phố mà jō nằm trong đó, có thể đi từ hướng thực tế đến trung tâm thành phố, tùy thuộc vào mốc được sử dụng.
Thay vào đó, các khu vực xa xôi và ít đông đúc của thành phố có thể sử dụng tên  chō  tiêu chuẩn, thay vì một số  jō , chẳng hạn như Makomanai.

### Ōita
Nhiều khu vực của tỉnh Ōita bao gồm các thành phố ita và Usuki thường sử dụng một hệ thống song song không chính thức được gọi là "quận hành chính" ( 行政区   gyōseiku) hoặc "tên hội đồng khu phố" ( 自治 会   jichikaimei). Mặc dù bên ngoài tương tự nhau, các địa chỉ này kết thúc bằng  kumi  (組) hoặc  ku  (区):
大分県大分市羽屋4-1-A組
Haneya 4-1-A-kumi, Ōita-shi, Ōita-ken
大分県臼杵市臼杵洲崎四丁目１組
Suzaki 4-chōme 1-kumi, Usuki-shi, Ōita-ken
Như tên gọi, những điều này xuất phát từ các hội đồng khu phố truyền thống. Mặc dù chúng tiếp tục được sử dụng tại địa phương (ví dụ: khu vực trường học và khu vực bầu cử) và có thể được chấp nhận khi gửi thư từ, chúng không được coi là địa chỉ chính thức và các tòa nhà riêng lẻ trong mỗi kumi cũng sẽ có địa chỉ ōaza-banchi tiêu chuẩn. Ví dụ: Tòa thị chính Usuki, trong khi trong Suzaki 4-chōme 1-kumi, có địa chỉ chính thức là Usuki 72-1, có thể được thêm vào ōaza (大字) để rõ ràng:
〒875-8501
大分県臼杵市大字臼杵72-1
Ōaza Usuki 72-1, Usuki-shi, Ōita-ken 875-8501

### Các khối Katakana (bu)
Một số thành phố ở tỉnh Ishikawa như Kanazawa và Nanao, đôi khi
sử dụng katakana trong thứ tự  iroha  (イ・ ロ ・ ハ ・ ニ...) thay vì số cho các khối. Chúng được gọi là  bu  (部). Ví dụ: địa chỉ của khách sạn Kagaya ở Nanao là:
〒926-0192
石川県七尾市和倉町ヨ80
Wakuramachi yo 80, Nanao-shi, Ishikawa-ken 926-0192 

### Jikkan thay vì đánh số chōme
Một số thành phố có các bộ phận của Nagaoka, Niigata, sử dụng  jikkan  (甲・乙・丙...) được đặt trước số khối để biểu thị các phân chia truyền thống. Các chức năng này tương tự như  chōme  và được dùng như vậy trong các địa chỉ. Ví dụ: đồn cảnh sát Yoita ở Nagaoka có địa chỉ:
〒940-2402
新潟県長岡市与板町与板乙5881-3
Yoita-otsu 5881-3, Yoita-machi, Nagaoka-shi, Niigata-ken 940-2402

## Lịch sử
Hệ thống địa chỉ hiện tại được thành lập sau Thế chiến II như là một sửa đổi nhỏ của sơ đồ được sử dụng từ thời Minh Trị.
Vì lý do lịch sử, tên khá thường xuyên xung đột. Ở Hokkaidō, nhiều địa danh giống hệt với tên được tìm thấy ở phần còn lại của Nhật Bản; đây phần lớn là kết quả của quá trình nhập cư vào Hokkaidō của người dân từ lục địa Nhật Bản. Các nhà sử học lưu ý rằng cũng có sự tương đồng đáng kể giữa tên địa danh ở vùng Kansai và những địa danh ở phía bắc Kyūshū. Xem tên địa danh của Nhật Bản để biết thêm.

## Đặt tên đường
Những con đường được đặt tên, hay 通り (  dōri), là những con đường hoặc đoạn đường được coi là đáng chú ý và được đặt tên. Không giống như ở các quốc gia khác, những con đường được đặt tên không được sử dụng trong các địa chỉ mà chỉ nhằm mục đích nghi lễ; ngoại trừ trong hệ thống Kyoto đã nói ở trên.

## Bộ sưu tập

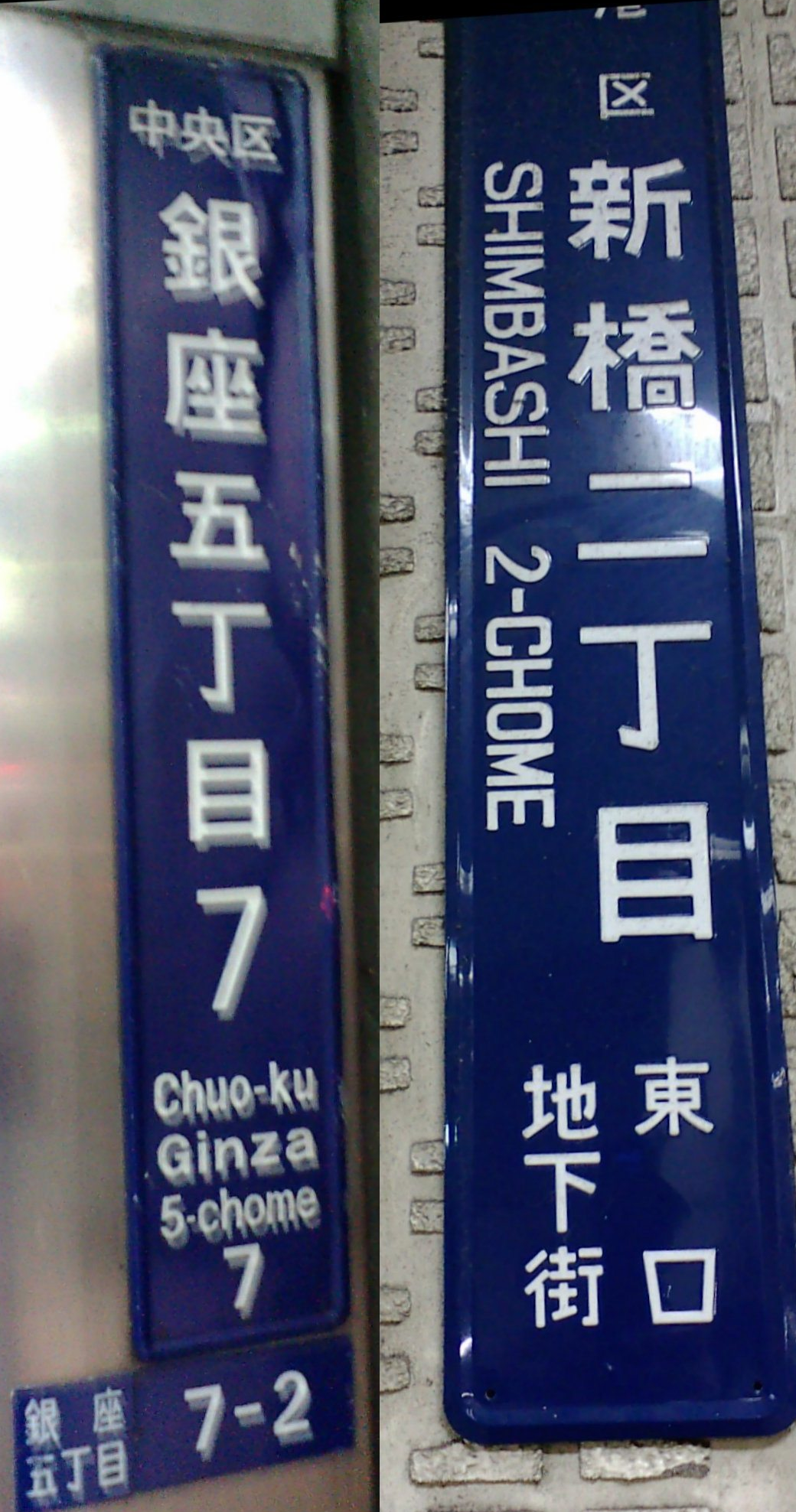
Hai "bảng tên chōmei (町名板)" là với Romaji cho những người không thể đọc được tiếng Nhật. Tấm bên trái là con đường Ginza 4 chōme giao nhau lúc 5 giờ 7-2, bên cạnh "Ginza 4 chōme koban", nơi phía đối diện của đường chính từ Wakō. Tấm bên phải là Shimbashi 2 chōme, tên khối là "thành phố ngầm của (ga Shimbashi) lối ra phía đông (東口地下街)" không có số banchi.
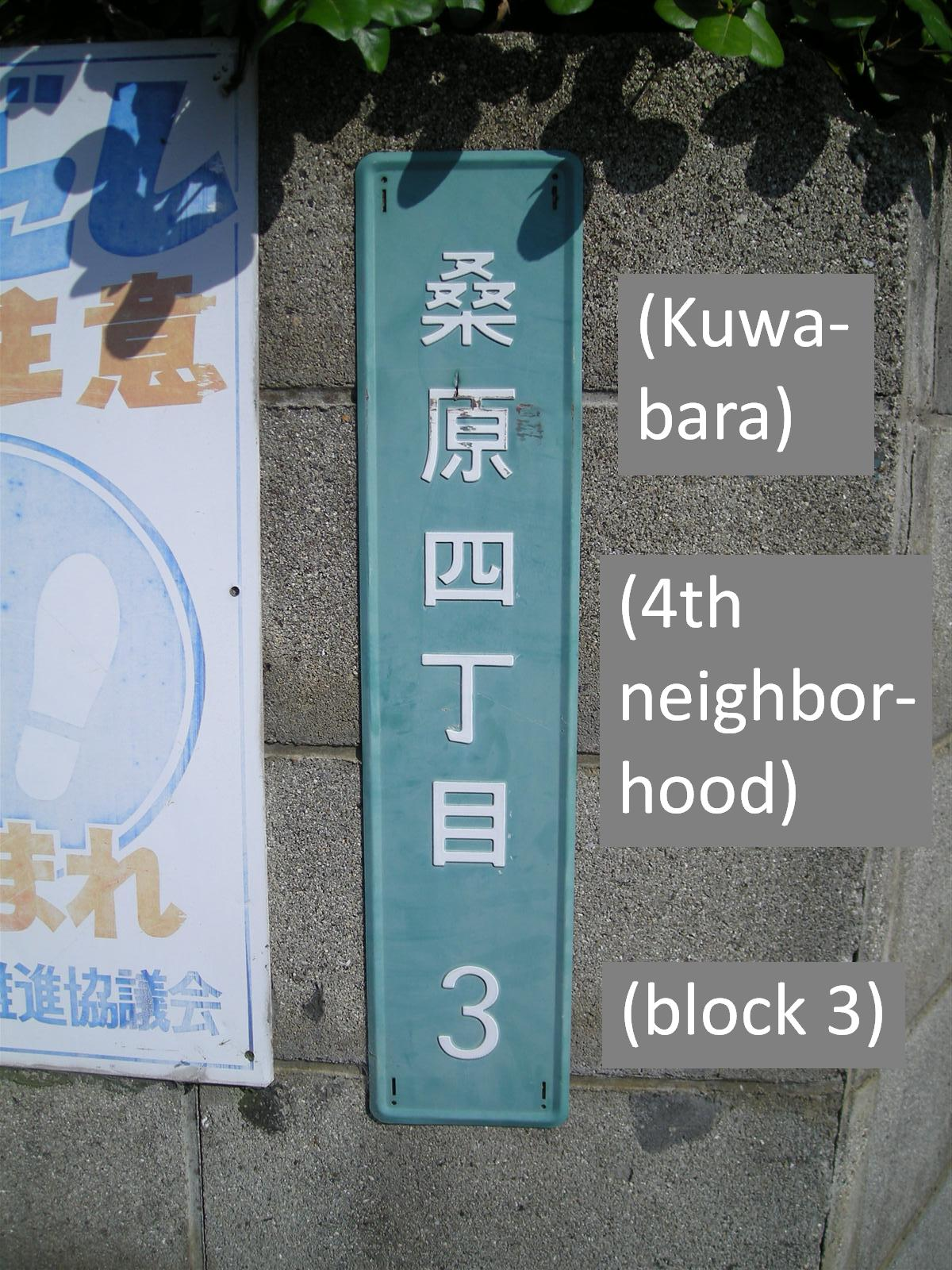
Một bảng tên địa chỉ cũ hơn ở Kuwabara, một khu dân cư của Matsuyama, Ehime; địa chỉ của khối này trong tiếng Nhật là 愛媛県松山市桑原４丁目3.